# Hydnophytum selebicum
Hydnophytum selebicum är en måreväxtart som beskrevs av Odoardo Beccari. Hydnophytum selebicum ingår i släktet Hydnophytum och familjen måreväxter.
Artens utbredningsområde är Sulawesi. Inga underarter finns listade i Catalogue of Life.